# Kim In-Sub
Kim In-Sub (Daegu, Corea del Sur, 2 de marzo de 1973) es un deportista surcoreano especialista en lucha grecorromana donde llegó a ser subcampeón olímpico en Sídney 2000.

## Carrera deportiva
En los Juegos Olímpicos de 2000 celebrados en Sídney ganó la medalla de plata en lucha grecorromana de pesos de hasta 58 kg, tras el luchador búlgaro Armen Nazaryan (oro) y por delante del chino Sheng Zetian (bronce).